# Valeri Batura
Valeri Batura –em russo, Валерий Батура– (3 de fevereiro de 1970) é um desportista soviético que competiu no ciclismo na modalidade de pista, especialista nas provas de perseguição.
Ganhou duas medalhas no Campeonato Mundial de Ciclismo em Pista de 1990, ouro na prova de perseguição por equipas e prata em perseguição individual.
Participou nos Jogos Olímpicos de Verão de 1992, ocupando o 6.º lugar na prova de perseguição por equipas.

## Medalheiro internacional
| Campeonato Mundial | Campeonato Mundial | Campeonato Mundial | Campeonato Mundial          |
| Ano                | Lugar              | Medalha            | Competição                  |
| ------------------ | ------------------ | ------------------ | --------------------------- |
| 1990               | Maebashi ( Japão)  | Medalha de ouro    | Perseguição por equipas (A) |
| 1990               | Maebashi ( Japão)  | Medalha de prata   | Perseguição individual (A)  |